# 永樂大鐘銘文真跡
五明子 评论 发现永乐大钟   2011-12-19 16:30:11
　　北京大钟寺有一口明永乐年间姚广孝（道衍和尚）监造的巨钟，俗称永乐大钟。钟体内外遍铸梵汉经咒，有诗形容为“此钟身被莲花篇”，十分形象。只是这“莲花篇”到底是何篇，明清两代似已无人能够说清。有说“内外书《华严》八十一卷……书《金刚般若》三十二分”（《帝京景物略》），也有说“内外书《华严》八十一卷，名曰华严钟”（《春明梦余录》）。直到1981年，大钟寺古钟博物馆的夏明明经过仔细核对，发现钟身上并无《华严经》，但《金刚般若经》还是有的，而且远不止《金刚》一种。
　　　　　　永乐大钟上面的这些梵汉经咒，据说军阀张宗昌曾派人拓印过，拓本现存大钟寺古钟博物馆，但已残损严重，无法使用。1996年，古钟博物馆组织专业人员进行补拓，最后编成《永乐大钟铭文真迹》（下文简称《真迹》），线装本一函六巨册，铭文均为原大复制。这是目前研究永乐大钟梵汉经咒最基本的文献。高凯军和夏明明在2006年将他们历年研究永乐大钟的成果辑为《发现永乐大钟》一书（汉英日三语本，下文简称《发现》），其中涉及经咒铭文的部分由夏明明负责撰写，这是中国第一部全面介绍和研究永乐大钟的专著。
　　　　 据《真迹》（前言“解读永乐大钟”）和《发现》（第45-46页）提供的研究和统计，永乐大钟上面共有以下十六种汉文经咒：
　　　　　　一、《诸佛世尊如来菩萨尊者神僧名经》（《真迹》[下同]第1-807页）
　　　　　　二、《大明神咒迴向》（第807-816页）
　　　　　　三、《十二因缘咒》（第816页）
　　　　　　四、《吉祥赞》（第816-817页）
　　　　　　五、《妙法莲华经》（第817-1200页）
　　　　　　六、《破地狱真言》（第1200页）
　　　　　　七、《生天咒》（第1200页）
　　　　　　八、《佛说阿弥陀经》（第1200-1211页）
　　　　　　九、《仁王护国陀罗尼经》（第1211-1214页）
　　　　　　十、《佛顶大白伞盖楞严陀罗尼经》（第1215-1255页）
　　　　　　十一、《般若波罗蜜多心经》（第1255-1257页）
　　　　　　十二、《大悲总持神咒》（第1257-1264页）
　　　　　　十三、《佛顶尊胜总持经咒》（第1264-1273页）
　　　　　　十四、《金刚般若波罗蜜经》（第1274-1324页）
　　　　　　十五、《般若无尽藏真言》（第1324页）
　　　　　　十六、《金刚心陀罗尼》（第1324页）
　　　　　　严格来讲，十六种经咒一说并不准确。前后相接的《大明神咒迴向》、《十二因缘咒》和《吉祥赞》，本来就见于《诸佛世尊如来菩萨尊者神僧名经》（《永乐北藏》本共四十卷）卷卅九，不能算作三种独立的咒文。《般若无尽藏真言》和《金刚心陀罗尼》一般习惯附于《金刚经》末尾，也不能算作独立的咒文。《俄藏黑水城文献》编号TK39、TK124、TK179的三种西夏刻本《金刚经》就是这样的安排，而且经尾所附《般若无尽藏真言》和《金刚心陀罗尼》与永乐大钟的《般若无尽藏真言》和《金刚心陀罗尼》在文字上密合无间，只是TK39和TK179的《金刚心陀罗尼》皆名《金刚心中真言》，仅TK124也就是著名的西夏秦晋国王刊本《金刚经》后面所附者名为《金刚心陀罗尼》。照上述逻辑，《妙法莲华经》后面的《破地狱真言》和《生天咒》，似乎也应是附于《妙法莲华经》末尾的咒文，但我目前没能在任何《妙法莲华经》的刊本或抄本中找到例证。
　　　　　　大家可能会问，永乐大钟上面为什么非要选铸这些汉文经咒，而非其他经咒呢？这里面选择的标准是什么？这个问题不好回答。但至少有一点值得注意，就是大部分汉文经咒在永乐大钟铸造前都有永乐官版刊本，其中一些还冠有明成祖的御制序。这些刊本有的单行，有的收进永乐时期刊印的四卷本《大乘经咒》（可在台湾“国立故宫博物院”网站“佛经图绘详说”阅读此书）。永乐大钟汉文经咒与《大乘经咒》所收相同者有六种，即《妙法莲花经》（仅《普门品》）、《佛顶大白伞盖楞严陀罗尼经》、《般若波罗蜜多心经》、《大悲总持神咒》、《佛顶尊胜总持经咒》和《金刚般若波罗蜜经》。
　　　　　　其中《大悲总持神咒》实为《大悲观自在菩萨总持经咒》的咒语部分。《大悲观自在菩萨总持经咒》和《佛顶尊胜总持经咒》均包含经文和咒语两个部分，永乐大钟上仅铸了《大悲观自在菩萨总持经咒》的咒语部分，未铸经文部分，而《佛顶尊胜总持经咒》的经文和咒语两部分都铸上了。这两部书的经文部分，经沈卫荣先生考证全同于西夏时期翻译的《圣观自在大悲心总持功能依经录》和《胜相顶尊总持功能依经录》（《西藏历史和佛教的语文学研究》，第329页，脚注1），但咒语部分则未采用西夏译本。可惜沈先生作文时没能注意到永乐大钟上也有西夏译本《胜相顶尊总持功能依经录》的经文部分。西夏译本《圣观自在大悲心总持功能依经录》和《胜相顶尊总持功能依经录》的经文部分为何会在明初被特别选出编进《大乘经咒》，而且《胜相顶尊总持功能依经录》的经文部分还被铸上永乐大钟，这是一个非常有意思的问题，值得进一步研究。
　　　　　　再来看大钟上面的梵文经咒。最早从事梵咒部分释读工作的学者，是任教于中国佛学院的郭元兴居士，时间在1981年，但研究成果没有正式发表（《发现》，第37页）。在郭元兴初步释读的基础上，张保胜先生重新进行录文、勘同、注释和翻译，研究成果汇总于《永乐大钟梵字铭文考》（下文简称《铭文考》）。后人研究永乐大钟梵字经咒，都离不开张先生这本巨著。张先生很早就赠我一册《铭文考》，但一直没有机会评论。《铭文考》的某些译法、注释和观点，我无法完全赞同，因篇幅所限，这里仅就梵咒勘同问题发表一点补充意见。
　　　　　　用于梵文经咒对勘的汉文旧译，张先生主要使用唐宋时期的密教译本，这未免舍近求远了。大钟的梵文经咒铸于永乐时期，底本采用的一定是明初流行的密教经咒，要对勘的话就要取这些经咒来对勘。前述永乐时期刊刻的《大乘经咒》收有很多用汉字音写的长短咒文，拿它们同与永乐大钟共有的梵咒对照，就会发现在音韵上密合无间，显然来源相同。比如《铭文考》第63-68页的梵咒，张先生勘同宋代法天译《佛说大乘圣无量寿决定光明王如来陀罗尼经》中的《无量寿决定光明王如来一百八名陀罗尼》，但梵汉两本不能密合。《大乘经咒》卷二的《无量寿佛真言》，却与永乐大钟的这个梵咒在音韵上密合。《铭文考》第142-143页三个连续的梵咒，实即《大乘经咒》卷四的《三大士真言》，“三大士”者即观音、文殊和金刚手三位菩萨。《铭文考》第157-162页上的“十方忿怒明王咒”，依次即《大乘经咒》卷四的《狱帝忿怒咒》、《慧忿怒咒》、《莲花忿怒咒》、《甘露忿怒咒》、《大力忿怒咒》、《不动忿怒咒》、《欲王忿怒咒》、《青杖忿怒咒》、《顶尊忿怒咒》和《妙镇忿怒咒》。
　　　　　　《铭文考》页136-137上的梵咒，张先生勘同宋代施护译《佛说一切如来金刚三业最上秘密大教王经》卷四中的《一切如来作金刚怖忿怒大明》。但因施护译本较永乐大钟梵咒多出数字，于是张先生说永乐大钟梵咒“是汉咒之缩略”。但该咒的大钟梵本未必与施护译本同一来源，它应该是别有所本，在音韵上与《大乘经咒》卷四的《红色怖畏真言》密合。《铭文考》第137页上的梵咒，张先生勘同宋代法贤译《佛说瑜伽大教王经》卷一的《焰鬘得迦明王真言》。但宋译较永乐大钟梵本缺咒尾的“发吒”，张先生遂推测大钟本“所依估计为宋末（按：‘宋末’疑当作‘元末’）明初的新梵本”。但《大乘经咒》卷四的《黑色怖畏真言》正好有这个“发吒”，显然与大钟本来源相同。
　　　　　　有时候永乐大钟和《大乘经咒》的同类咒文也不能完全密合。比如《铭文考》第82-85页的梵咒，张先生勘同《妙吉祥真实名经》中的《十二因缘咒》，这部《真实名经》也曾收进《大乘经咒》。咒文倒数第二字ye，张先生说“汉咒无”（页83），其实还是有的，就是最后那个“英”字。咒文最后的svāhā，张先生同样说“汉咒无”（同上）。这个字在《真实名经》本《十二因缘咒》中的确没有，但永乐大钟汉文《十二因缘咒》却有这个字，作“莎诃”。实际上，永乐大钟上用汉文音写的《十二因缘咒》和与它同在钟身上的梵文《十二因缘咒》在音韵上密合。
　　　　　　凡是未能勘同的梵咒，张先生标为“无名咒”或“杂咒”。我借助《大乘经咒》卷四，新比对出两种经咒。《铭文考》第37-38页的“杂咒”，实为《大乘经咒》卷四的《马哈葛立真言》。“马哈葛立”即大黑色天母（Mahākālī）。《铭文考》第59页的“无名咒”，实为《大乘经咒》卷四的《金刚手菩萨神咒》，只是《大乘经咒》本末尾多出两个“吽”和两个“发吒”。
　　　　　　《发现》和《铭文考》基本未引外国学者的有关研究，给人感觉似乎他们在这方面毫无论述。但我总觉得欧美和日本的学者对永乐大钟梵汉经咒这样的重要文献，绝不至于视而不见。这种学术史的调查和整理的工作，还需要有人专门来做一下。
　　　　(http://www.dfdaily.com/html/1170/2011/12/17/716737.shtml)